# Royal Numismatic Society
Die Royal Numismatic Society (RNS) gehört zu den weltweit ältesten Vereinigungen für Numismatik.

## Geschichte
1836 wurde die Numismatic Society of London, die sich der Förderung numismatischer Kenntnisse verschrieben hatte, gegründet. Von 21 Gründungsmitgliedern stieg die Zahl auf 132 im Jahr danach, zu denen noch sieben ausländische korrespondierende Mitglieder hinzukamen. 1836 entstand auch das Periodikum The Numismatic Journal, zunächst im privaten Verlag des zum Vorstand gehörenden John Yonge Akerman, 1838 umbenannt in The Numismatic Chronicle und ab 1839 Organ der Gesellschaft und für Aufgeld im Mitgliedsbeitrag enthalten. 1858 wurde der Nuimismatic Chronicle offiziell von der Gesellschaft übernommen. In den Anfangsjahren stand die britische Numismatik im Fokus. Neben der Publikationstätigkeit gehörten monatliche Treffen in London mit Vorträgen sowie eine verbandseigene Bibliothek zu den Aktivitäten.
1874 wurde der britische Archäologe John Evans Präsident; dieses Amt hatte er bis zu seinem Tod 1908 inne. 1883 wurde zur Stimulierung der Forschung eine jährlich zu verleihende Ehrenmedaille, die Medal of the Royal Numismatic Society, gestiftet. Nachdem 1902 der gesamte Band des Numismatic Chronicle einer Untersuchung zu König Heinrich V. gewidmet war, kam es zu Spannungen, die zur Abspaltung der British Numismatic Society führte, die sich explizit der Erforschung der Münzen Großbritanniens widmet. Schon 1887 war die Unterstellung unter königliche Schirmherrschaft angedacht, aus Kostengründen aber nicht weiterverfolgt worden. 1904 wurde diese aber dann vollzogen, und die Society erlangte ein königliches Patent und änderte ihren Namen in „Royal Numismatic Society“. Zu diesem Zeitpunkt hatte sie 290 Mitglieder. Erstes königliches Mitglied wurde der numismatisch interessierte italienische König Vittorio Emmanuele III.
In der ersten Hälfte des 20. Jahrhunderts wandelte sich die Numismatik von einer antiquarischen zu einer methodischen, mit anderen Wissenszweigen verflochtenen Wissenschaft, was sich auch auf die Publikationen der Royal Numismatic Society auswirkte. Der Chronicle wurde in dieser Zeit internationaler. 1931 wurde die Verdienstmedaille erstmals einer Frau zuerkannt. Zum 100-jährigen Jubiläum fand in London ein Internationaler Numismatischer Kongress statt, womit eine zuletzt 1910 in Brüssel realisierte Initiative, zu kontinuierlicher internationaler Zusammenarbeit aufgegriffen wurde, die aber durch die Zeitumstände nach 1936 zunächst wieder zum Erliegen kam. Der Zweite Weltkrieg bedeutete auch für die Royal Numismatic Society einen Einschnitt, da ein Teil der Mitglieder zum Militär eingezogen war und in London kein regelmäßiges Quartier für Treffen verfügbar war. Die Mitgliederzahl sank auf 206 im Jahre 1944.
Nach dem Krieg wurde eine Zusammenarbeit mit der British Numismatic Society betrieben. 1949 konnte die Bibliothek in das der Universität London angegliederte Warburg Institute umziehen, wo auch die Vortragsveranstaltungen stattfinden. 1953 wurde ein Nachwuchspreis für Jungwissenschaftler mit einem Maximalalter von 21 ins Leben gerufen und 1954 an den späteren Präsidenten David Michael Metcalf vergeben. 1947 wurde die Publikationstätigkeit durch Begründung der monographischen Serie „Special Publications“ erweitert, die dann erstmals 1956 einen Band vorlegen konnten. 1953 wurde gemeinsam mit der British Numismatic Society das Publikationsunternehmen Sylloge of the Coins of the British Isles begonnen, 1975 die Reihe „Coin Hoards“, die beabsichtigte, unveröffentlichte Schatzfunde zugänglich zu machen. Letztere wurde nach fünf Bänden als selbstständige Reihe wieder aufgegeben und dem Numismatic Chronicle angegliedert. Trotz einem internationalen Anspruch liegt das Schwergewicht der Zeitschrift im Bereich der antiken und der orientalischen Numismatik. In den letzten Jahren wurden auch Beiträge in französischer und deutscher Sprache aufgenommen. Die Internationalisierung drückt sich auch in der Mitgliedschaft aus, die allgemein offensteht. Von den 1000 Mitgliedern im Jahr 1981 lebten mehr als die Hälfte außerhalb Großbritanniens. Auch wurden mit der Société Française de Numismatique gemeinsame Tagungen in England und Frankreich durchgeführt.

## Präsidenten
- John Lee (1836–1839)
- Edward Hawkins (1839–1841)
- Horace Hayman Wilson (1841–1843)
- Lord Albert Conyngham (1843–1845)
- Horace Hayman Wilson (1845–1847)
- W. D. Haggard (1847–49)
- Edward Hawkins (1849–51)
- Lord Londesborough, Formerly Lord Albert Conyngham (1851–1855)
- William Sandys Wright Vaux (1855–1874)
- John Evans (1874–1908)
- Henry H. Howarth (1908–1914)
- Arthur Evans (1914–1919)
- Charles Oman (1919–1930)
- Percy H. Webb (1930–1935)
- George MacDonald (1935–1936)
- Percy H. Webb (1936–1937)
- Edward Allen Sydenham (1937–1942)
- Harold Mattingly (1942–1948)
- C. Humphrey V. Sutherland (1948–1953)
- Michael Grant (1953–1956)
- Christopher E. Blunt (1956–1961)
- Philip Grierson (1961–1966)
- Derek F. Allen (1966–1970)
- Colin M. Kraay (1970–1974)
- Robert A. G. Carson (1974–1979)
- David G. Sellwood (1979–1984)
- John P. C. Kent (1984–1989)
- Theodore V. Buttrey, Jr. (1989–1994)
- D. Michael Metcalf (1994–1999)
- Harold Mattingly (1999–2004)
- Joseph E. Cribb (2005–2009)
- Nicholas Mayhew (2009–2013)
- Andrew Burnett (2013–2018)
- Roger Bland (seit 2018)